# Georg Ahrens
Georg Ahrens fue un escultor y profesor universitario alemán, nacido en Hitzacker, Alemania en el año 1948.

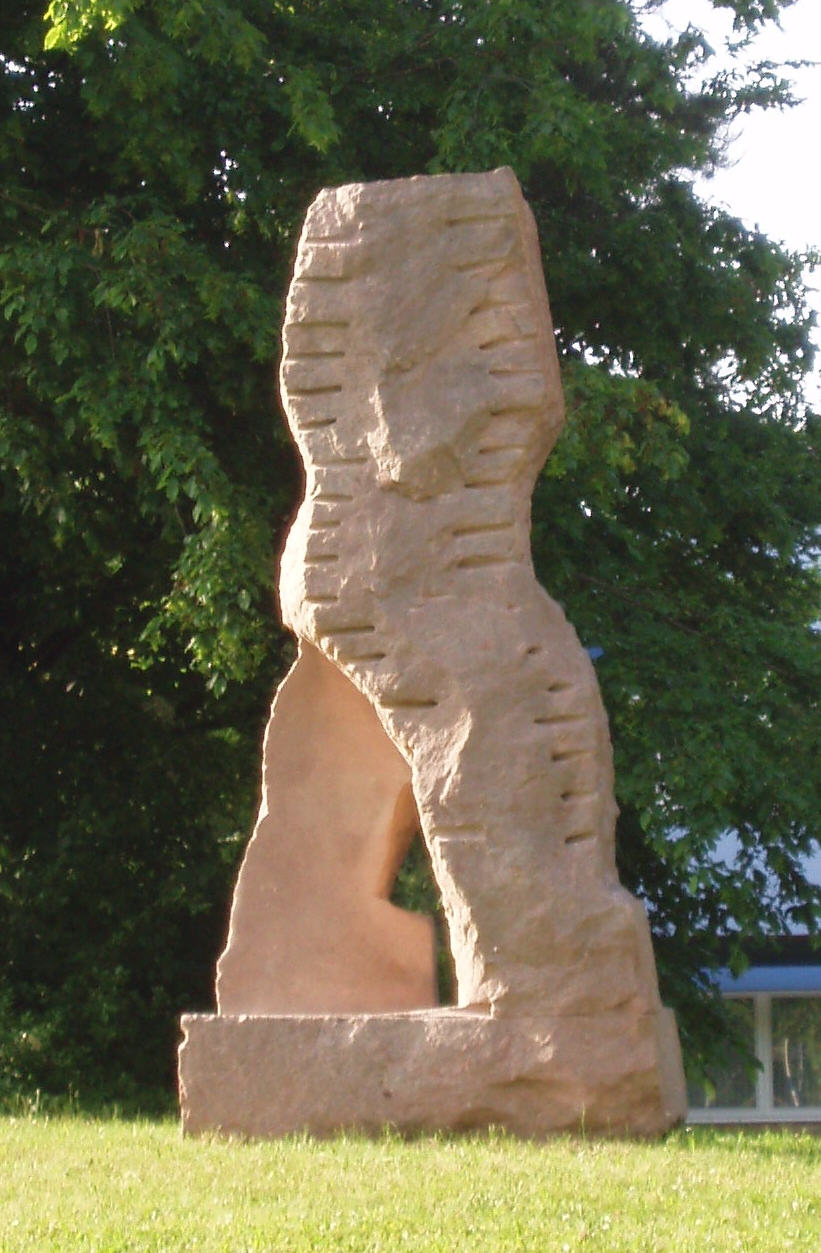
Der grosse Gehende (1993), Schwanenteich de Kandel

## Datos biográficos
Ahrens completó casi simultáneamente con Tito Reinarz sus estudios de albañil cantero en los talleres de arte de la abadía María Laach con el Padre Theodor Bogler y estudió desde 1967 hasta 1973 escultura en las escuelas industriales de Colonia, con Kurt Schwippert , Anton Berger y Hans Karl Burgeff .
Georg Ahrens comenzó su labor escultórica empleando materiales de obra y bloques cúbicos de piedra, sobre todo desde 1974 cuando entró a trabajar como asistente de Jürgen Weber en la Universidad Técnica de Braunschweig. En 1979 se trasladó a la Universidad de Aquisgrán como asistente de Elmar Hillebrand . Posteriormente fue profesor en las universidades de Aquisgrán, Maguncia y Colonia. En 1994 fue nombrado profesor (visitante) en China, realizando desde entonces visitas anuales a la Academia de Bellas Artes de Tianjin y la Universidad de Lin Fen hasta 1999.
George J. Ahrens recibió en 1982 el Premio Renania-Palatinado y varias becas de viaje. En la década de 1990 participó en los simposios internacionales de escultura en Europa, América y Asia (otorgado en 1996). En 1999 recibió el primer Premio de la AKM / Coblenza (Premio Hans-Sprung). 
George J. Ahrens, vive y trabaja en Colonia y Weibern (Eifel). 